# FK Inter Bratislava
FK Inter Bratislava er en slovakisk fodboldklub baseret i Bratislava. Klubben har i dag hjemmebane på stadionet i Stupava og spiller i den næstbedste slovakiske liga efter at være rykket op efter sæsonen 2016-17.
Klubben blev grundlagt i 1940 af raffinaderiet Apollo, og efter afslutningen af 2. verdenskrig blev klubben en af de dominerende i tjekkoslovakisk fodbold under bl.a. navnet TJ Internacionál Slovnaft Bratislava. Mellem 1962 og 1993 tilbragte klubben 29 ud af 31 sæsoner i den bedste tjekkoslovakiske liga, hvor den blev nr. 2 to gange i 1970'erne og vandt pokalturneringen tre gange. (1983–84, 1987–88 og 1989–90). Klubben levere flere spillere til Tjekkoslovakiets landshold. I 1976 deltog klubbens spillere Jozef Barmoš, Ladislav Jurkemik og Ladislav Petráš på det tjekkoslovakiske hold, der vandt Europamesterskabet, og fire år senere deltog Barmoš og Jurkemik på holdet, der fik bronze ved EM i 1980. Efter opløsningen af Tjekkoslovakiet blev klubben en dominerende klub i den nye slovakiske liga. Klubben vandt det slovakiske mesterskab i 2000 og 2001, samt pokalturneringen i 1984, 1988, 1990, 1995, 2000 og 2001.

I 2009 fik klubben imidlertid økonomiske problemer, hvilket fik klubbens ejer til i juni 2009 at sælge klubbens licens til FK Senica. Dette betød, at Inter Bratislavas professionelle spillere skiftede til Senica, hvorimod ungdomsholdene fortsatte i Inter Bratislava Civic Association, der var blevet stiftet af klubbens fans.
Et førstehold for seniorspillere blev etableret i sæsonen 2010–2011, hvor klubben indtrådte i den 6. bedste slovakiske række. Klubbens måtte flytte sin hjemmebane fra det store Štadión Pasienky, som klubben havde spillet på siden 1967 til det langt mere ydmyge Štadión Drieňová ulica. Efter fire sæsoner skiftede hjemmebanen til Štadión ŠKP Inter Dúbravka i 2014. Efter sæsonen skiftede førsteholdet til Stadion Drieňová ulica, hvorimod ungdomsholdene fortsat spiller på Stadium ŠKP Inter Dúbravka.

## Europæisk deltagelse
| Sæson   | Runde    | Modstander       | Hjemme | Ude | V | U | T | Mål  | P  |
| ------- | -------- | ---------------- | ------ | --- | - | - | - | ---- | -- |
| 2000-01 | 2. kval. | FC Haka*         | 1-0    | 0-0 | 1 | 1 | 0 | 1-0  | 4  |
| -       | 3. kval. | Olympique Lyon   | 1-2    | 1-2 | 0 | 0 | 2 | 2-4  | 0  |
| 2001-02 | 2. kval. | FK Slawija-Masyr | 1-0    | 1-0 | 2 | 0 | 0 | 2-0  | 6  |
| -       | 3. kval. | Rosenborg BK     | 3-3    | 0-4 | 0 | 1 | 1 | 3-7  | 1  |
| Total   | -        | -                | 6-5    | 2-6 | 3 | 2 | 3 | 8-11 | 11 |

## Klubbens navn
- 1945–1962 ŠK Apollo
- 1962–1965 Slovnaft Bratislava
- 1965–1992 Internacionál Bratislava
- 1992–2004 FK AŠK Inter Slovnaft Bratislava
- 2004–2009 FK Inter Bratislava

## Weblinks
- FK Inter Bratislava hjemmeside Arkiveret 6. august 2020 hos  Wayback Machine (slovakisk)